# Нотцинген
Нотцинген (нем. Notzingen) — община в Германии, в земле Баден-Вюртемберг в графство Есслинген. 
Подчиняется административному округу Штутгарт. Входит в состав района Эслинген.  Население составляет 3552 человека (на 31 декабря 2010 года). Занимает площадь 7,70 км².

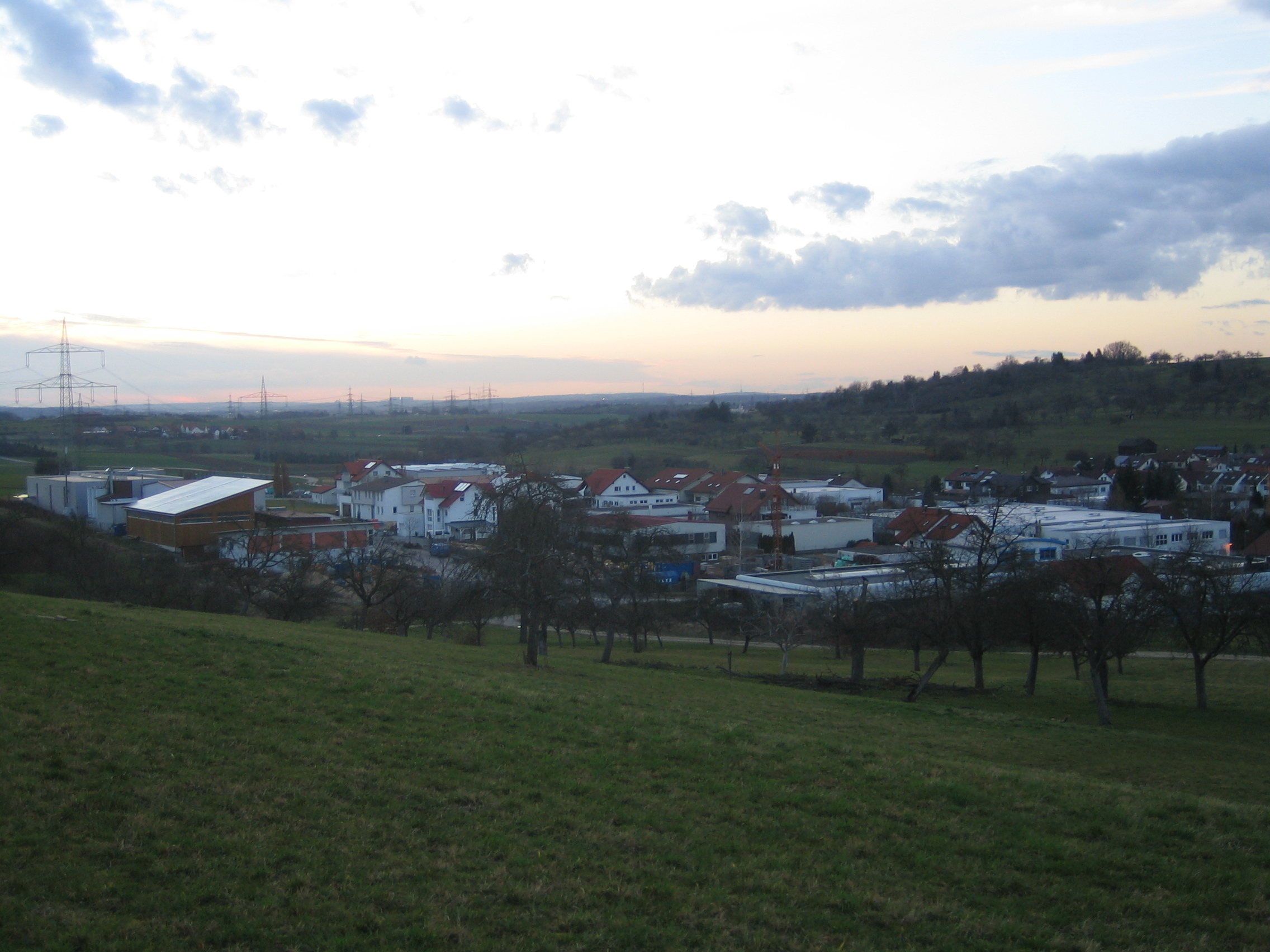
Нотцинген